# I’m So Tired
I’m So Tired (englisch für ‚Ich bin so müde‘) ist ein Lied der britischen Rockband The Beatles aus dem Jahr 1968, das auf dem Doppelalbum The Beatles (bekannt als das Weiße Album) veröffentlicht wurde. Komponiert wurde das Lied von John Lennon, als Autoren werden allerdings Lennon/McCartney angegeben.

## Besetzung
- John Lennon: Gesang, akustische Gitarre, Solo-Gitarre, Orgel
- Paul McCartney: Bass, Piano, Hintergrundgesang
- George Harrison: Solo-Gitarre
- Ringo Starr: Schlagzeug

## Komposition
Lennon schrieb das Lied in einem Camp für Transzendentale Meditation, als er nicht schlafen konnte. Die Beatles hatten sich derzeit gerade nach Rishikesh in Indien zurückgezogen, um mit dem Maharishi Mahesh Yogi zu meditieren. Nach drei Wochen permanenter Meditation und Vorträge begann Lennon, seine Freundin Yoko Ono zu vermissen. Er war von Schlaflosigkeit geplagt, die ihn zu diesem Lied inspirierte. Lennon berichtete später: „Eines meiner Lieblingslieder. Ich mag seinen Klang, und ich singe es sehr gut.“
Das Thema Schlaflosigkeit schließt sich an ein älteres Lied von Lennon an: I’m Only Sleeping, das auf dem Album Revolver erschien.

## Aufnahme
Im Mai 1968 wurde eine frühe Demo-Fassung von I’m So Tired in George Harrisons Anwesen in Esher aufgenommen. Im Wesentlichen gleicht diese Fassung hinsichtlich des Textes der späteren Studioversion, allerdings enthielt sie eine gesprochene Passage, wie sie schon in Happiness Is a Warm Gun zu hören ist:
“When I hold you in my arms,

when you show me, each one of your charms,

I wonder should I get up, and go to the funny farm.

No, no, no!”
Wahrscheinlich wurde diese Passage improvisiert, da sie nie wieder genutzt wurde.
Am 8. Oktober 1968 nahmen die Beatles das Lied in den Londoner Abbey Road Studios in nur einer Aufnahmesession inklusive aller Overdubs auf. Während derselben Session wurde auch mit den Aufnahmen für das Lied The Continuing Story of Bungalow Bill begonnen. Auf der Monoabmischung ist der Hintergrundgesang von Paul McCartney lauter zu hören als auf der Stereoabmischung.

## Veröffentlichungen
- Am 22. November 1968 erschien in Deutschland das 13. Beatles-Album The Beatles, auf dem I’m So Tired enthalten ist. In Großbritannien wurde das Album ebenfalls am 22. November veröffentlicht, dort war es das zehnte Beatles-Album. In den USA erschien das Album drei Tage später, am 25. November, dort war es das 16. Album der Beatles.
- Am 25. Oktober 1996 wurde auf dem Kompilationsalbum Anthology 3 eine Version veröffentlicht, bei der die Aufnahme-Takes 3, 6 und 9 zusammengemischt wurden.
- Am 9. November 2018 erschien die 50-jährige Jubiläumsausgabe des neu abgemischten Albums The Beatles (Super Deluxe Box), auf dieser befindet sich die bisher unveröffentlichten Versionen (Take 7) und (Take 14) von I’m So Tired sowie das Esher-Demo in einer neuen Abmischung von Giles Martin und Sam Okell.